# زوربيك سيداكوف
زوربيك كازبيكوفيتش سيداكوف (بالروسية: Заурбек Казбекович Сидаков، أوسيتيا: Сидахъа Хъазыбеджы фырт Зауы еды фырт Зауы овие азы ، من مواليد 14 مارس 1996) لاعب مصارع روسي ، حامل الميدالية الذهبية الأولمبية في وزن 74 كغم في دورة الألعاب الأولمبية الصيفية 2020 في طوكيو، وبطل العالم مرتين ، وحصل عليها في عامي 2018 و2019 بفوزه على بطل العالم الأولمبي جوردان بوروز من الولايات المتحدة ، وبطل العالم فرانك تشاميزو من إيطاليا ، من بين الإنجازات الأخرى ، سيداكوف أيضًا حاصل على الميدالية الذهبية في الألعاب الأوروبية ، وبطل كأس العالم ، وبطل روسيا الوطني ثلاث مرات ، وبطل بطولة إيفان ياريجين الدولي مرتين (وصل للنهائي أربع مرات ، وخمس مرات) ، وبطل العالم العسكري وبطل أوروبا تحت 23 عامًا. (المتأهل للتصفيات النهائية مرتين).
حاصل على لقب الماستر الدولي للرياضة في روسيا.